# Liste der Naturdenkmale in Gutenzell-Hürbel
| Naturdenkmale | Anzahl |
| ------------- | ------ |
| FND           | 1      |
| END           | 1      |
| Gesamt        | 2      |

Die Liste der Naturdenkmale in Gutenzell-Hürbel nennt die verordneten Naturdenkmale (ND) der im baden-württembergischen Landkreis Biberach liegenden Gemeinde Gutenzell-Hürbel. In Gutenzell-Hürbel gibt es insgesamt zwei als Naturdenkmal geschützte Objekte, davon ein flächenhaftes Naturdenkmal (FND) und ein Einzelgebilde-Naturdenkmal (END).
Stand: 31. Oktober 2016.

## Flächenhafte Naturdenkmale (FND)
| Name                     | Bild | Kennung     | Einzelheiten     | Position | Fläche Hektar | Datum         |
| ------------------------ | ---- | ----------- | ---------------- | -------- | ------------- | ------------- |
| Allee                    | BW   | 84261350000 | Gutenzell-Hürbel | ⊙        | 0,4           | 18. Juli 1990 |
| Legende für Naturdenkmal |      |             |                  |          |               |               |

## Einzelgebilde (END)
| Name                                                                         | Bild | Kennung     | Einzelheiten     | Position | Fläche Hektar | Datum         |
| ---------------------------------------------------------------------------- | ---- | ----------- | ---------------- | -------- | ------------- | ------------- |
| Allee am Friedhof (81 Bäume) und Alleenweg, Rosskastanie an der Kirchenmauer | BW   | 84261350001 | Gutenzell-Hürbel | ⊙        | 0,0           | 18. Juli 1990 |
| Legende für Naturdenkmal                                                     |      |             |                  |          |               |               |